# Ulmer Sammlung

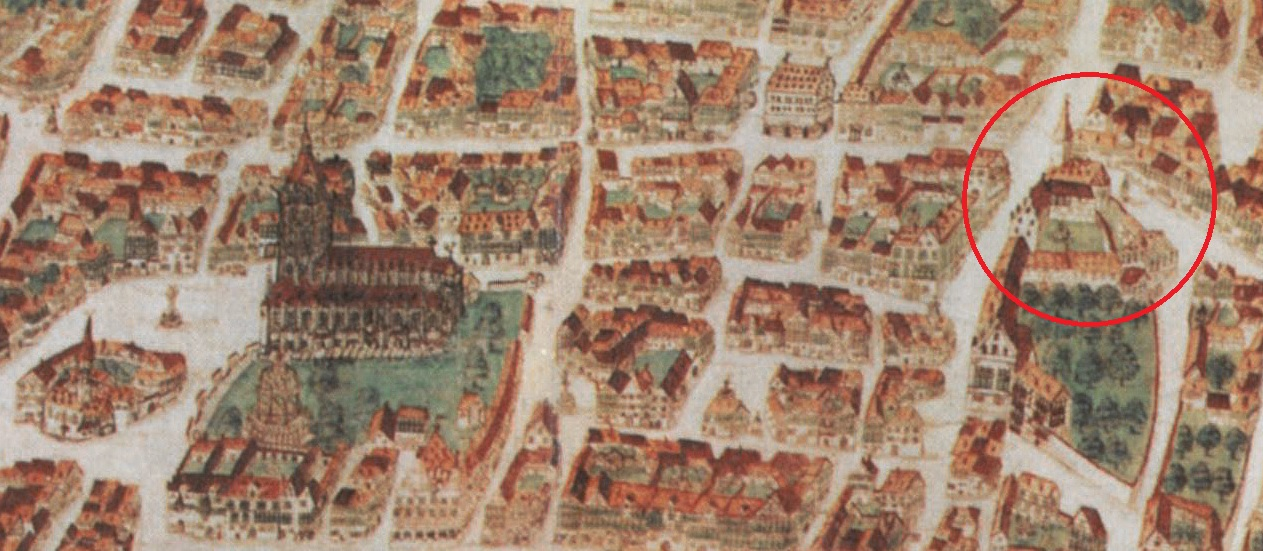
Standort der Ulmer Sammlung an der Ecke der (heutigen) Frauenstraße und Sammlungsgasse auf einem Vogelschauplan von 1597

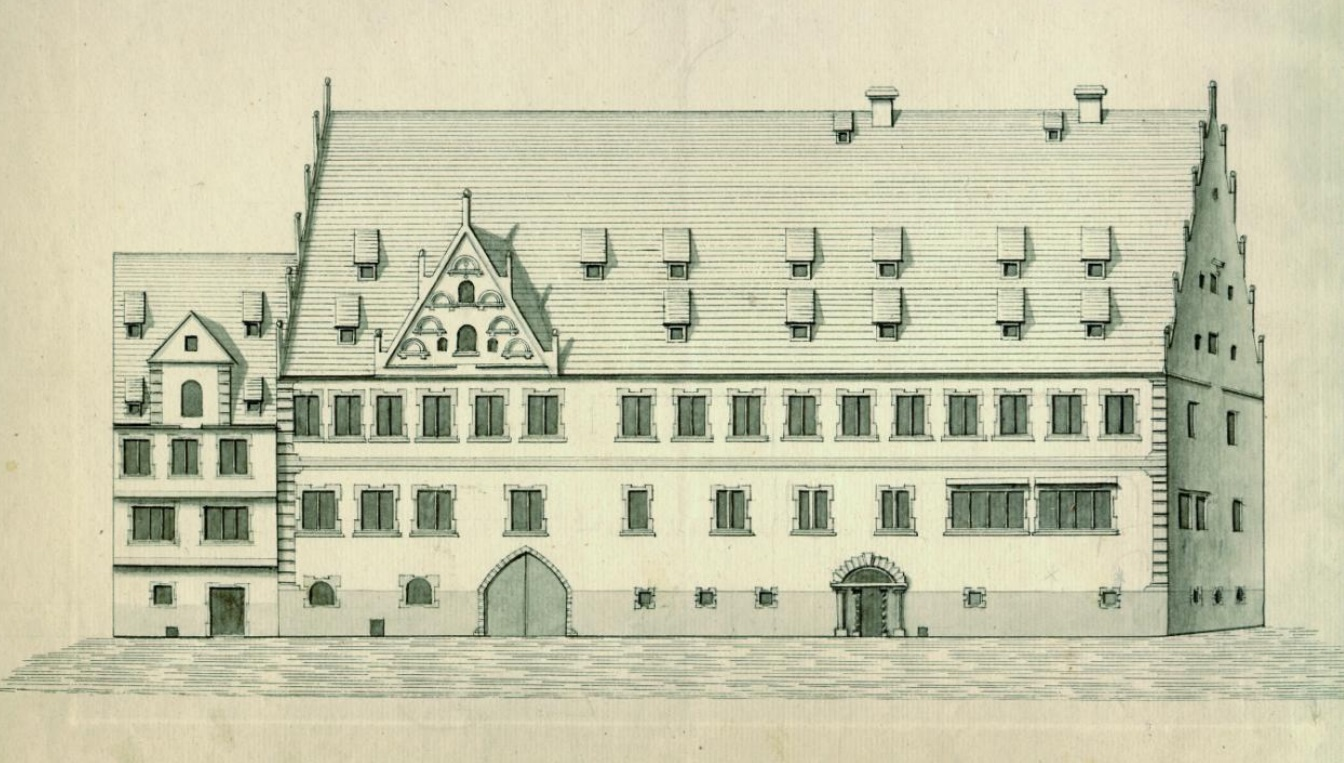
Sammlungsstift an der Frauenstraße, Zeichnung um 1800

Die Ulmer Sammlung war eine 1230 gegründete, wirtschaftlich unabhängige Gemeinschaft christlicher Frauen in Ulm. Sie ging vermutlich aus einer Beginengemeinschaft hervor, lebte nach dem Vorbild von Franz von Assisi und hatte offiziell bis 1808 Bestand. Die Gemeinschaft verfügte zeitweise über erheblichen Einfluss in Ulm und Umgebung. Ihre Mitglieder werden häufig als Ulmer Sammlungsschwestern bezeichnet.

## Geschichte
Die Ulmer Sammlung wurde 1230 vermutlich mit Ulmer Beginen und „Schwestern aus Beuren“ auf dem Münsterplatz im Zentrum der Stadt gegründet. Die Sammlung befand sich außerhalb der Mauern des Ulmer Barfüßerklosters. 1284 wird sie erstmals urkundlich in einem Schutzbrief von Papst Martin IV. erwähnt. Zu diesem Zeitpunkt verfügte die Gemeinschaft bereits über Haus- und Grundbesitz. Im Schutzbrief ist zu lesen, dass die Gemeinschaft aus einer Meisterin und mehreren Schwestern bestand, die nach dem Vorbild von Franz von Assisi lebten. 1286 erhielt die Ulmer Sammlung die Erlaubnis, eine Kapelle zu errichten.
Die Frauen, die in dieser Gemeinschaft lebten, waren meist gebildete Frauen aus gutem Hause. Sie konnten nach dem Beitritt die Sammlung jederzeit wieder verlassen, wenn sie etwa eine Ehe schließen wollten. Allerdings mussten sie beim Beitritt in die Gemeinschaft ihr Vermögen mit einbringen. Sie wählten aus ihrem Kreis eine Meisterin.
1344 wurde die Zahl der in der Gemeinschaft lebenden Frauen auf 12 begrenzt. Ebenso wurde ein Mindestalter von 12 Jahren festgelegt. Stimmberechtigt waren die Mitglieder der Gemeinschaft ab 15 Jahren.
Der Bau des Ulmer Münsters machte 1387 eine Räumung des ursprünglichen Sammlungshauses notwendig. Die Gemeinschaft zog in ein Haus in der Frauengasse, das bis zur Auflösung der Sammlung 1808 von den Schwestern der Sammlung bewohnt war. In diesem Haupthaus gab es eine Kapelle und eine sogenannte Konventstube, in der reisende Frauen und Pilgerinnen Aufnahme fanden.
Die Frauengemeinschaft verlor 1654 ihre Unabhängigkeit in der Folge von Pest und Dreißigjährigem Krieg. Die Verwaltung wurde einem Hofmeister übertragen, der im Auftrag der Stadt Ulm handelte. Nominell blieben die Frauen der Ulmer Sammlung Eigentümerinnen, alle Verträge wurden in ihrem Namen geschlossen. Der Verlust der Unabhängigkeit brachte auch einen Rückgang der Bewohnerzahlen mit sich. 1640 hatte die Ulmer Sammlung nur eine einzige Bewohnerin, Eleonore Ehinger.
Im 18. Jahrhundert war die Ulmer Sammlung vor allem durch ihre kulturellen Aktivitäten von Bedeutung. Hier ist vor allem Barbara Kluntz zu erwähnen, die als Musikpädagogin, Kirchenmusikerin und Komponistin wirkte. Sie lebte von 1704 bis zu ihrem Tod 1730 in der Gemeinschaft und machte sie unter anderem zu einem Treffpunkt für literarisch gebildete Frauen.

### Wirtschaftliche Entwicklung
Die Sammlungsschwestern verfügten schon früh über einen beachtlichen Besitz an Grund und Immobilien.
1406 kaufte die Ulmer Sammlung Teile des Dorfes Ersingen von Eberhard von Landau. Sein Bruder, Konrad, verkaufte seine Anteile 1410 ebenfalls an die Gemeinschaft. Insgesamt kauften die Ulmer Sammlungsfrauen vierzehn Höfe und 30 kleinere Anwesen. 1461 erfolgte der Ankauf des Patronats über die neu errichtete Ersinger Pfarrkirche, und 1766 kaufte die Ulmer Sammlung dem Ulmer Spital sein Erblehen in Ersingen ab. Damit war das Dorf vollständig im Besitz der Frauengemeinschaft. Erst mit der Auflösung der Ulmer Sammlung 1808 gingen alle Rechte an den bayerischen Staat über. Die etwa vierhundertjährige Zeit, in der die Ulmer Sammlungsfrauen das Dorf besaßen, hat Ersingen nachhaltig geprägt. Unter anderem kümmerte die Gemeinschaft sich um das Sozial- und Bildungswesen, vergab Stipendien und versorgte täglich sechzig bedürftige Schüler mit Essen.
Der Erwerb von Ersingen gilt zusammen mit dem Ankauf von erheblichen Teilen des Dorfes Asselfingen 1421 als wirtschaftlicher Höhepunkt der Ulmer Sammlung. Die Frauen der Ulmer Sammlung hatten damit über beide Dörfer das Herrschaftsrecht. Neben den beiden Dörfern befanden sich weitere 17 Höfe in verschiedenen Ortschaften und 21 Grundstücke sowie eine Mühle in der Stadt im Besitz der Ulmer Sammlung.
1649 wurde den Frauen gegen ihren Willen ein Hofmeister vorangestellt. Dieser nahm 1654 die Geschäftsführung aus den Händen der Meisterin und konfiszierte das Sammlungsarchiv.
Das Vermögen der Ulmer Sammlung wurde bei der Auflösung 1808 dem St. Annastift in München übertragen.

### Religiöse Entwicklung
Die Frauengemeinschaft wurde zunächst informell von den Minderbrüdern des benachbarten Franziskanerklosters seelsorgerisch betreut. 1311 wurde diese Beziehung mit dem Franziskanerorden von der damaligen Meisterin Agnes von Hall vertraglich geregelt. Hintergrund dieser Anbindung war ein Verbot von Beginengemeinschaften im selben Jahr. In der vertraglichen Ordnung hielten die Frauen der Sammlung ihre Rechte als Bürgerinnen fest. 1313 gelobten sie dem Franziskanerorden ewigen Gehorsam. 1318 bestätigte der Bischof von Konstanz die seelsorgerliche Betreuung durch das Ulmer Franziskanerkloster. Einen vollen Anschluss an den Orden lehnten die Frauen der Ulmer Sammlung stets ab.
1484 löste die Ulmer Sammlung den Vertrag mit dem Franziskanerorden im Zusammenhang mit der Observantenbewegung. In der Folge kam es zu ernsthaften Konflikten mit einem vom Bischof bestellten Visitator. Die Konflikte wurden in kirchlichen Gerichten bis hin zu geistlichen Gerichten in Rom verhandelt.
Nach der Reformation konnten die Schwestern der Sammlung sich entscheiden, ob sie ihre Andachten in deutscher oder lateinischer Sprache abhalten wollten. 1536 wurde die Frauengemeinschaft mit einem Ratsbeschluss zu einem weltlichen Stift. Diese Stellung, die bedeutete, dass die Gemeinschaft direkt dem Rat der Stadt unterstellt war, sicherte den Fortbestand der Gemeinschaft. Sie wurde bis 1564 als ökumenische Gemeinschaft fortgeführt.

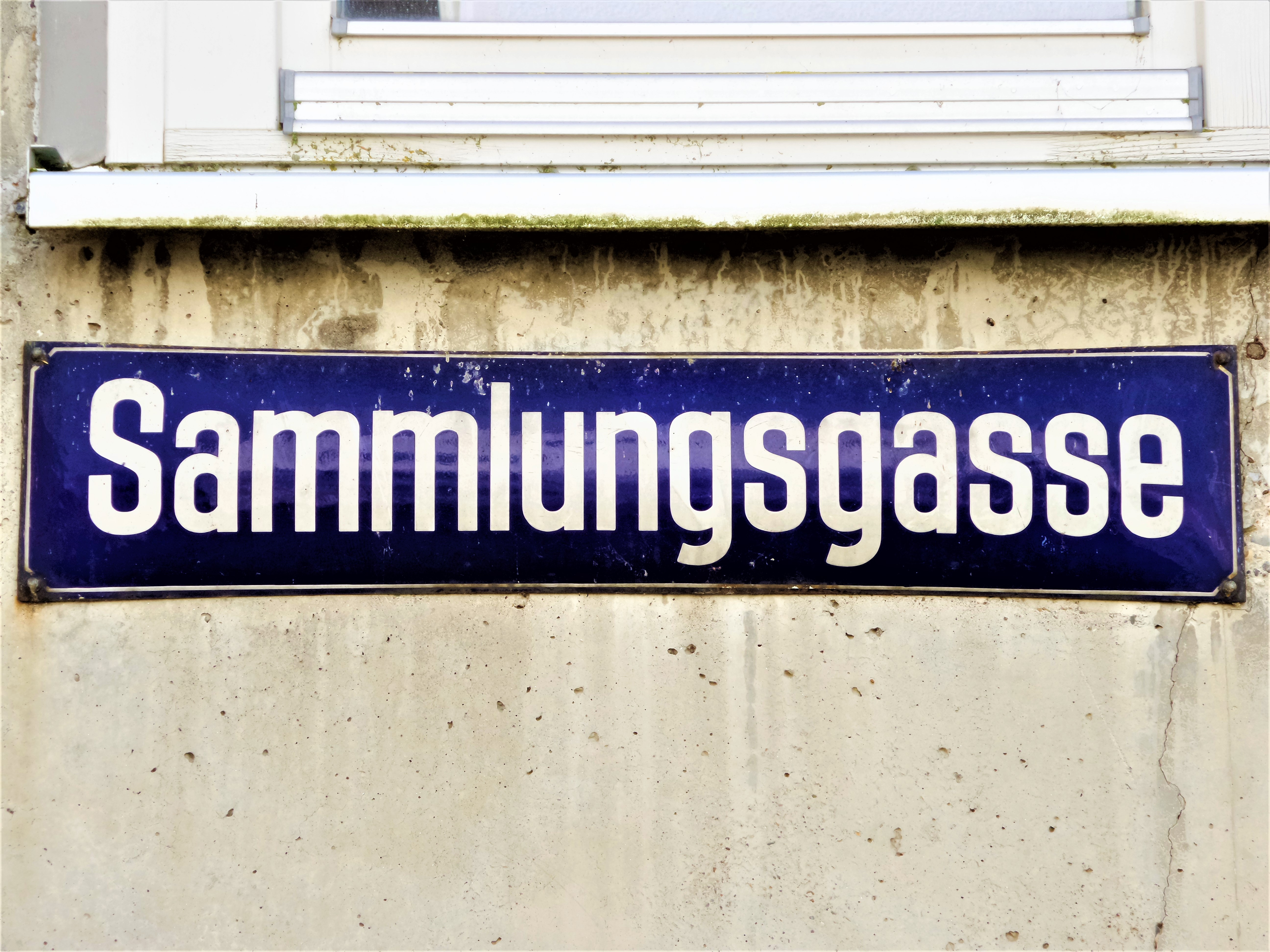
Straßenschild der Sammlungsgasse in Ulm

### Auflösung und Nachwirken
Das Gebäude der Sammlung wurde nach der Auflösung der Gemeinschaft 1808 zunächst von der evangelischen Kirche als Pfarramt und für Religionsunterricht genutzt. Später entstand auf dem Gelände die erste öffentliche Höhere Mädchenschule in Baden-Württemberg. Die Schule wurde von 1870 bis 1878 privat geführt, bevor sie von der Stadt übernommen wurde. 1930 wurde die Schule unter dem Namen Sammlungsschule zum Gymnasium erhoben. Sophie Scholl legte 1940 an dieser Schule ihr Abitur ab. Der Gebäudekomplex wurde 1944 bei einem Bombenangriff vollständig zerstört.

## Gedenken
Die Ulmer Sammlungsgasse erinnert durch ihren Namen noch an die Lage der Ulmer Sammlung.
In Ulm erinnern seit 2002 Gedenk-Stelen an zehn herausragende Frauen oder Frauengruppen aus sieben Jahrhunderten, die sich in den Bereichen Soziales, Gesundheit, Gerechtigkeit, Wirtschaft und Handwerk verdient gemacht haben. Die Stelen stehen an neun Orten in der Innenstadt und in Söflingen und bilden einen Weg durch die Stadtgeschichte. Der Weg beginnt mit der Stele Nr. 1 „Die Ulmer Sammlung“ an der Ecke Sammlungsgasse/Frauenstraße. Der Verlauf des Weges und die Nummerierung der Stelen sind dem zugehörigen Flyer zu entnehmen.